# Giuseppe Del Papa
Giuseppe Del Papa (Empoli, 1º marzo 1648 – Firenze, 13 marzo 1735) è stato un medico italiano.

## Biografia

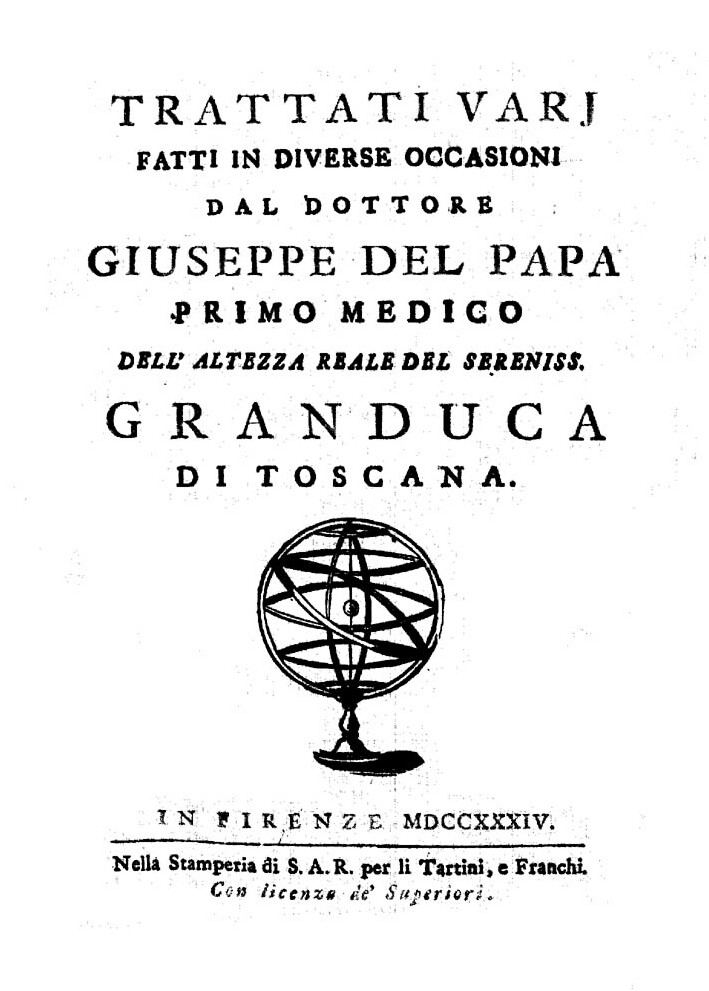
Trattati varj fatti in diverse occasioni dal dottore Giuseppe Del Papa

Era figlio di Marco Del Papa ed Elisabetta Canneri. Studiò giurisprudenza all'università di Pisa passando poi a medicina, i cui docenti seguivano l'ispirazione galileiana e del Cimento, in particolare Alessandro Marchetti, Lorenzo Bellini, Donato Rossetti e Francesco Redi.
Si laureò circa nel 1670 e nel 1671 ottenne la lettura di logica e nel 1675 la lettura straordinaria di filosofia. Studiò la cometa del 1680.

## Opere
- Lettera nella quale si discorre se il fuoco e la luce siano una cosa medesima, Firenze, Giovanni Antonio Bonardi, 1675.
- Della natura dell'umido e del secco, Firenze, Vincenzo Vangelisti, 1681.
- Trattati varj fatti in diverse occasioni, Firenze, Giovanni Gaetano Tartini & Santi Franchi, 1734.